# Fédération tunisienne de rugby à XV
Pour les articles homonymes, voir FTR.
La Fédération tunisienne de rugby à XV (officiellement en arabe : الجامعة التونسية للرقبي, en français : Fédération tunisienne de rugby) est l'instance qui régit l'organisation du rugby à XV et du rugby à sept en Tunisie.

## Historique
Alors que la Tunisie accède à son indépendance en 1956, de nombreuses fédérations sportives tunisiennes sont rapidement créées afin de prendre le relais des fédérations françaises. Avec la fin des activités de la Fédération française de rugby sur le territoire tunisien, le rugby à XV reste en sommeil pendant une dizaine d'années.
La Fédération tunisienne de rugby est fondée le 14 novembre 1970,,. Elle est membre du Comité national olympique tunisien dès sa première année d'existence. La création de la fédération permet la mise en place d'un championnat national dès la saison 1971-1972.
Vers 1975, elle intègre la Fédération internationale de rugby amateur jusqu'en 1999, date à laquelle cette dernière réduit son périmètre d'action au continent européen.
En janvier 1986 à Tunis, elle est l'une des huit fédérations nationales à l'initiative de la création de la Confédération africaine de rugby, organisme régissant le rugby sur le continent africain,.
Elle devient en mars 1988 membre de l'International Rugby Board, organisme international du rugby,.
En février 2020, la fédération organise la première édition du championnat de Tunisie féminin, rassemblant quatre équipes sur six journées. La mise en place de cette compétition a pour objectif de promouvoir et développer l'équipe nationale féminine (en).

## Identité visuelle
En août 2023, la fédération adopte une nouvelle charte graphique.

Évolution du logo
Ancien logo.
Ancien logo abandonné en août 2023.
Logo instauré en août 2023.

## Présidents
Slaheddine Baly est le premier à occuper le poste de président de la Fédération tunisienne de rugby. Il est remplacé en 1974 par Tahar Belkhodja,, ancien ministre de la Jeunesse et des Sports.
Béchir Salem Belkhiria prend la relève en 1977 jusqu'à sa mort en 1985 ; son neveu Hamda Belkhiria lui succède alors,,.
La fratrie Belkhiria est ensuite remplacée par Moncef Boulakbèche, puis par Aref Belkhiria de 1995 à 2001.
Alors que les Jeux méditerranéens de 2001 organisés à Tunis s'achèvent, Fathi Hachicha, homme d'affaires œuvrant dans le domaine du sport, prend la tête de la fédération de rugby de novembre 2001 à mai 2009, date à laquelle il prend la présidence de la fédération d'athlétisme.
Khaled Babbou assure l'intérim d'Hachicha avant d'être élu, jusqu'à son départ deux ans plus tard pour le comité exécutif de la Confédération africaine de rugby.
Après une période de transition tumultueuse, Aref Belkhiria est à nouveau élu au poste de président de la fédération en novembre 2015.